# ダヴィデ・パリャラーニ
ダヴィデ・パリャラーニ(Davide Pagliarani, FSSPX)(1970年10月25日 - ) はイタリア人の聖伝カトリック司祭であり、2018年より聖ピオ十世会(SSPX)総長を務めている。
パリャラーニは1989年に Flavigny-sur-Ozerain にあるSSPXの神学校に入学した。修学に伴って兵役も完了した。1996年に当時の聖ピオ十世会総長であったベルナール・フェレー司教により司祭に叙階された。パリャラーニ神父はイタリアのリミニで7年間司牧し、その後シンガポールに移って3年間労した。2006年から2012年まではイタリア管区長となり、2012年からはアルゼンチンのブエノスアイレス州にある Nuestra Señora Corredentora Seminary の校長に就任した。
2018年7月11日、パリャラーニは前任者であるフェレー司教の後継として、SSPXの general chapterにて聖ピオ十世会総長（任期12年）に選出された。パリャラーニは前任者であるフェレー司教よりもバチカンに対してより強硬なアプローチを提唱することで知られているが、それでも2018年11月2日にはバチカンの枢機卿であり<i id="mwGg">Ecclesia Dei</i> Commissionの会長の Luis Ladaria Ferrer と面会している。
パリャラーニは教皇フランシスコの率直な批判者としても知られている。パリャラーニはSSPX総長に選出される以前に、既に教皇フランシスコが2016年に発した apostolic exhortationであるAmoris laetitia を批判および糾弾していた。2019年の Amazon synod に伴って起こった一連の事件について、パリャラーニは「祈りと償いの日」を呼びかけ、また当該 synod を「悪魔的」また「偶像崇拝的」と呼ぶことを憚らなかった。2020年10月には、パリャラーニはフランシスコの回勅ラウダート・シLaudato si' について、キリストの聖性を環境主義に堕としたとし、またDocument on Human Fraternityのエキュメニズムと、それの回勅 Fratelli tuttiへの拡張について批判している。またパリャラーニは2021年7月に教皇フランシスコが発布した自発教令 Traditionis custodes がトリエント・ミサを制限したことを嘆き、2021年7月18日のミサ中の説教で「なぜこのミサが『不和のリンゴ』になるのか？　なぜこのミサを分裂させるのか？("Why is this Mass the 'apple of discord'? Why does this Mass divide?")」と問いかけ、また「ローマ教皇とその共犯者たちは聖伝の看守である。彼らは動物園の警備員にすぎない ("The pope and his accomplices are the jail guards of tradition. They are guardians of the zoo.")」として教皇を批判した。 パリャラーニはまたこの自発教令Traditionis custodes に対して2021年7月22日にコミュニケを発し、「このミサ、私たちのミサは、私たちにとって、福音書にある高価な真珠のように、そのためにすべてを放棄し、すべてを売り渡す用意のあるものでなければならない("This Mass, our Mass, must really be for us like the pearl of great price in the Gospel, for which we are ready to renounce everything, for which we are ready to sell everything.")」と主張した。

## 参照
1. 1 2  “Davide Pagliarani, nouveau supérieur général de la Fraternité Saint-Pie-X”. La Croix. (2018年7月12日)
2. ↑  “Lefebvriani, è italiano il nuovo superiore. Accordo più lontano - La Stampa”. lastampa.it (2018年7月13日). 2023年4月24日閲覧。
3. ↑  “Communiqué of the Superior General of the Society about the Synod on the Amazon” (英語). District of the USA (2019年10月29日). 2021年11月30日閲覧。
4. ↑  “Intervista al Superiore Generale” (Italian) (2020年10月14日). 2021年4月3日閲覧。
5. ↑  Society of St Pius X『"Traditionis custodes" - Il Pomo della Discordia』2021年7月19日。2021年11月30日閲覧。
6. ↑  “Letter from Father Pagliarani about the motu proprio "Traditionis custodes"” (英語). General House. 2021年11月30日閲覧。